# Kishinev Barbarians
Die Kishinev Barbarians sind ein American-Football-Team in Chișinău, Republik Moldau.
Der Verein wurde 1994 gegründet, allerdings konnten erst im Jahr 2000 Football-Ausrüstungen beschafft und ein Spielbetrieb aufgenommen werden. Aufgrund eines Mangels an Gegnern im eigenen Land bestritten die Barbaren ihre ersten beiden Spiele im Jahr 2001 gegen Teams aus der Ukraine. Gegen die Donetsk Scythians gab es eine 0:108-Niederlage, gegen die Kiev Slavs ein 0:58. 2002 und 2003 nahmen die Barbaren, als moldauischer Meister, am Eurobowlwettbewerb teil, schieden aber jeweils in der ersten Runde aus.